# Chicago III
Chicago III är ett musikalbum av Chicago. Albumet spelades från juni till december 1970 och släpptes i januari 1971 på Columbia Records som en dubbel-LP. I LP-utgåvorna ingick även en affisch på gruppen. Albumet var det första där Chicago använde sig av romerska siffror i albumtiteln, vilket blev ett av deras signum under resten av 1970-talet. Till skillnad från det föregående albumet behandlar det här mer mörka och seriösa ämnen, till exempel den 15 minuter långa sviten "Elegy" om kampen mellan industrier och naturen. Låten "Free" som ingick i sviten "Travel Suite" blev albumets mest framgångsrika singel. Även låten "Lowdown" släpptes som singel.

## Låtlista
1. "Sing a Mean Tune Kid" - 9:13
2. "Loneliness Is Just a Word" - 2:36
3. "What Else Can I Say" - 3:12
4. "I Don't Want Your Money" - 4:47
5. "Travel Suite" - 22:30
6. "Mother" - 4:30
7. "Lowdown" - 3:35
8. "An Hour in the Shover" - 5:30
9. "Elegy" - 15:27

## Listplaceringar
| Lista (1971)   | Position            |
| -------------- | ------------------- |
| Australien     | 6 (Go Set)          |
| Finland        | 6                   |
| Kanada         | 7 (RPM)             |
| Nederländerna  | 5                   |
| Norge          | 8 (VG-lista)        |
| Storbritannien | 9 (UK Albums Chart) |
| Sverige        | 5 (Kvällstoppen)    |
| USA            | 2 (Billboard 200)   |
| Västtyskland   | 17                  |